# Toussaint Médan
 (octobre 2020).
Si vous disposez d'ouvrages ou d'articles de référence ou si vous connaissez des sites web de qualité traitant du thème abordé ici, merci de compléter l'article en donnant les références utiles à sa vérifiabilité et en les liant à la section « Notes et références ».
Pour les articles homonymes, voir Médan.
Toussaint Médan est un maître écrivain toulousain, né à Toulouse le 22 juin 1746 et mort à une date indéterminée.

## Biographie
Expert-écrivain, il était membre du Bureau académique d'écriture de Toulouse en 1786, et maître écrivain pensionnaire de l'École de génie de l'Académie royale des arts de Toulouse. Il passa le gros de sa carrière à l'École de commerce et de degré supérieur de Toulouse, comme enseignant, puis comme directeur. Il fut le professeur de Taupier et de Poujade.
Il existe de lui un portrait gravé en 1780, signalé dans le Bulletin municipal de la ville de Toulouse, en 1934.

## Œuvres
- Il a écrit à l'encre de couleur, et parfois gravé et fait reproduire en lithographie des tableaux calligraphiques (voir des exemples dans Mediavilla) ou des sujets inspirés par les animaux.
- L'Art d'écrire par principes démonstratifs contenant les premiers principes, les figures radicales, les mineures et les majeures…, Toulouse, 1786, planche gravée par Leblond, avec le portrait de Médan. Une épreuve est conservée à Toulouse, musée Paul-Dupuy, inv. 773.